# Tokunagaia excellens
Tokunagaia excellens är en tvåvingeart som först beskrevs av Lars Zakarias Brundin 1956.  Tokunagaia excellens ingår i släktet Tokunagaia, och familjen fjädermyggor. Arten är reproducerande i Sverige.